# Neophocaena
Neophocaena je rod sviňuch, jehož zástupci se vyskytují v Indickém a Tichém oceánu a v říčních vodách čínské řeky Jang-c’-ťiang. Typickým znakem sviňuch z toho rodu je absence hřbetní ploutve.         
Počet rozeznávaných druhů v rámci Neophocaena je již delší dobu předmětem taxonomických debat. Původně se jednalo o jeden druh se třemi poddruhy, od roku 2011 se začal rozeznávat jako samostatný druh Neophocaena asiaeorientalis, který zahrnuje sladkovodní poddruh asiaeorientalis z čínské řeky Jang-c’-ťiang a východoasijský poddruh sunameri. Rozdělení do dvou druhů potvrdila i studie z roku 2016, která ukázala, že mezi těmito druhy není žádný genový tok již od posledního glaciálního maxima (cca před 18 000 lety) a říční poddruh disponuje unikátními genetickými adaptacemi. Společnost pro mořskou mammalogii (The Society for Marine Mammalogy) rozeznává u Neophocaena následující druhy a poddruhy:
- Neophocaena phocaenoides (G. Cuvier, 1829) – sviňucha hladkohřbetá
- Neophocaena asiaeorientalis (Pilleri and Gihr, 1972)
  - N. a. asiaeorientalis (Pilleri and Gihr, 1972)
  - N. a. sunameri Pilleri and Gihr, 1975